# ΔV
在天文动力学中，ΔV字面上的意思是“方向和速度的变化”。但ΔV也有其他含义，即一个用来测量轨迹变换需要多少“作用力”的标量单位，比如在改物质的轨道。

## 定义
{\displaystyle \Delta {v}=\int _{t_{0}}^{t_{1}}{\frac {|T|}{m}}\,dt}
其中
- {\displaystyle T} 是瞬时推力（thrust）
- {\displaystyle m} 是瞬时质量（mass）

## 特例
如没有其他外力，而推力的方向是常量，可以简化成：
{\displaystyle \Delta v=\int _{t_{0}}^{t_{1}}{|a|}\,dt=|{v}_{1}-{v}_{0}|}
这就是速度变化的大小。可是，在普遍的情况下这样的关系不成立：假设，在时间 {\displaystyle (t_{1}-t_{0})/2} 后常量单向加速度的方向颠倒了，那么 {\displaystyle {v}_{1}-{v}_{0}=0}, 但是ΔV跟原来的没有颠倒推力的例子还是一样。
在火箭的情况，“没有其他动力” 一般来说不单是没有大气层的摩擦力，而是火箭发动机喷管没有空气静力的向后压力，所以“真空比冲”是用来在火箭方程中算ΔV。此外，在处理从行星表面发射时，大气损失和重力阻力的成本被添加到ΔV预算中。

## 产生
ΔV一般由火箭引擎的推力提供，但也可以被其他发动机产生。ΔV的时间变化率是由发动机造成的加速度大小，即每飞船总质量的推力。通过将每质量推力添加到重力矢量，和表示作用在物体上的任何其他力的矢量，可以找到实际的加速度矢量。
所需的总ΔV是早期设计决策的良好起点，因为对增加的复杂性的考虑被推迟到设计过程的后期。
火箭方程表明，所需的推进剂量随着ΔV的增加而显著增加。 因此，在现代航天器推进系统中，大量研究投入到减少给定航天飞行所需的总ΔV以及设计能够产生更大ΔV的航天器上。
增加推进系统提供的ΔV可以通过以下方式实现：
- 多级火箭
- 增加比冲
- 提高推进剂质量分数

## ΔV预算
在设计弹道时，ΔV预算被用作需要多少推进剂的良好指标。根据火箭方程，推进剂使用量是ΔV的指数函数，它还取决于排气速度。

太阳系中选定天体的 Delta-v 地图，假设燃烧位于近点，重力辅助和倾角变化被忽略。（完整大小）

仅考虑飞行器在初始和最终轨道上的总能量是不可能从能量守恒中确定ΔV要求的，因为能量在排气中被带走（另见下文）。例如，大多数航天器在轨道上发射，其倾角相当接近发射场的纬度，以利用地球的自转表面速度。如果出于基于任务的原因有必要将航天器置于不同倾角的轨道上，则需要相当大的ΔV，尽管最终轨道和初始轨道的比动能和势能相等。
当火箭推力以短爆发的形式施加时，其他加速度源可以忽略不计。一次爆发的速度变化幅度可以简单地用ΔV近似，然后可以通过添加离散燃烧所需的每个ΔV来简单地找到要应用的总 ΔV，即使在爆发之间速度的大小和方向由于重力而变化，例如在椭圆轨道上。
有关计算ΔV的示例，请参阅霍曼转移轨道、引力弹弓和行星际运输网络。同样值得注意的是，大推力可以减少重力阻力。
将卫星保持在轨道上也需要ΔV，其也被用于推进轨道保持机动。由于大多数卫星上的推进剂负载无法补充，因此最初装载在卫星上的推进剂量可能会很好地决定其使用寿命。

### 奥伯特效应
从功率考虑，事实证明，当在速度方向上运用ΔV时，每单位ΔV获得的特定轨道能量等于瞬时速度。 这被称为奥伯斯效应。
例如，椭圆轨道上的卫星在高速（即低空）下加速比在低速（即高空）下加速更有效。
另一个例子是，当航天器经过一颗行星时，在最接近而不是更远的地方燃烧推进剂会显著提高最终速度，当行星是一个像木星一样具有深重力场的大行星时更是如此。
另见动力弹弓。

### 太阳系中
使用常规火箭进行各种轨道机动所需的ΔV； 红色箭头表示可以在该特定方向执行可选大气制动的位置，黑色数字表示适用于任一方向的以千米每秒为单位的ΔV。 通常可以实现比所示更低的ΔV转移，但涉及罕见的转移窗口或需要更长的时间，见：航天动力学。
C3：
抛物线轨道
GEO：
地球同步轨道
GTO：
地球同步转移轨道
L4/5：
地月 L4L5 拉格朗日点
LEO：
近地轨道

### 近地轨道再入
例如，联盟号飞船分两步从国际空间站脱离轨道。 首先，它需要 2.18 米每秒的ΔV才能与空间站安全分离。 然后它需要另外128 米每秒的ΔV才能再入。